# Shawn Turple
Pas d'image ? Cliquez ici
Shawn Turple est un pilote automobile de stock-car né le 9 novembre 1978 à Truro, Nouvelle-Écosse au Canada.
Surtout actif dans la série Maritime Pro Stock Tour, il a été sacré champion de cette série en 2009 et 2012. À la conclusion de la saison 2014, sa fiche en carrière montre dix victoires, 56 top 5 et 87 top 10 en 113 départs depuis 2005. Il a pris le départ de toutes les courses de cette série depuis 2005.
Il compte aussi onze départs en série PASS North depuis 2004. Son meilleur résultat est une cinquième place à Beech Ridge Motor Speedway dans le Maine en 2011.